# Adriana Maldonado López
Adriana Maldonado López é uma política espanhola que foi eleita deputada ao Parlamento Europeu em 2019. Desde então, ela tem participado da Comissão do Mercado Interno e da Proteção do Consumidor.